# Städtisches Stadion Kirjat Schmona
Das städtische Stadion Kirjat Schmona (hebräisch אִצְטַדְיוֹן עִירוֹנִי קִרְיַת שְׁמוֹנָה Itzṭadjōn ʿĪrōnī  Qirjat Schmōnah, Plene … קריית …) ist ein Fußballstadion in der israelischen Stadt Kirjat Schmona, im Norden des Landes. Es ist die Heimspielstätte des Fußballvereins Hapoel Ironi Kirjat Schmona.

## Geschichte
Die Anlage wurde 1989 fertiggestellt. Anfänglich bot das Stadion etwa 2300 Sitzplätze auf der blanken Betontribüne. Mit dem sportlichen Aufstieg von Hapoel wurden später Kunststoffsitze eingebaut. Des Weiteren wurden u. a. der Spielfeldrasen erneuert, eine Flutlichtanlage aufgestellt sowie das Stadiongebäude und die Toilettenräume umfangreich saniert und ein abgetrennter Bereich für die Journalisten geschaffen. 2007 stieg der Club erstmals in die Ligat ha’Al, die höchste Spielklasse des Landes, auf und wurde am Ende der Saison Tabellendritter. Mit dem Aufstieg wurde mit dem Bau der Längstribüne auf der Gegenseite im Osten begonnen. Zusätzlich wurden an der Nordseite Parkplätze geschaffen. Im September 2008 wurde der Bau mit 3000 Plätzen fertiggestellt. Dadurch stieg die Zahl der Zuschauerplätze auf 5300. 2017 wurden alle Sitze der Westtribüne ausgetauscht. Die Be- und Entwässerungsanlage des Spielfeldrasens wurden erneuert. An der Südseite wurde eine 40 m² große Anzeigetafel aufgestellt.
Im Juni 2021 wurden Pläne für die Renovierung und Erweiterung des städtischen Stadions vorgestellt. Die Stadt Kirjat Schmona kündigte an, dass die Spielstätte renoviert und auf 10.000 Sitzplätze ausgebaut werden soll. Die Ränge sollen überdacht werden. Die Kosten sollen bei 100 Mio. NIS (rund 28,66 Mio. €) liegen. Das Stadion soll den israelischen und internationalen Anforderungen angepasst werden.